# Quadron
I Quadron sono un duo musicale danese attivo dal 2009.

## Formazione
- Coco O (nome completo Coco Maja Hastrup Karshøj) - voce
- Robin Hanibal (nome vero Robin Braun) - strumenti vari

## Discografia
Album studio
- 2009 - Quadron
- 2013 - Avalanche